# 母指球筋

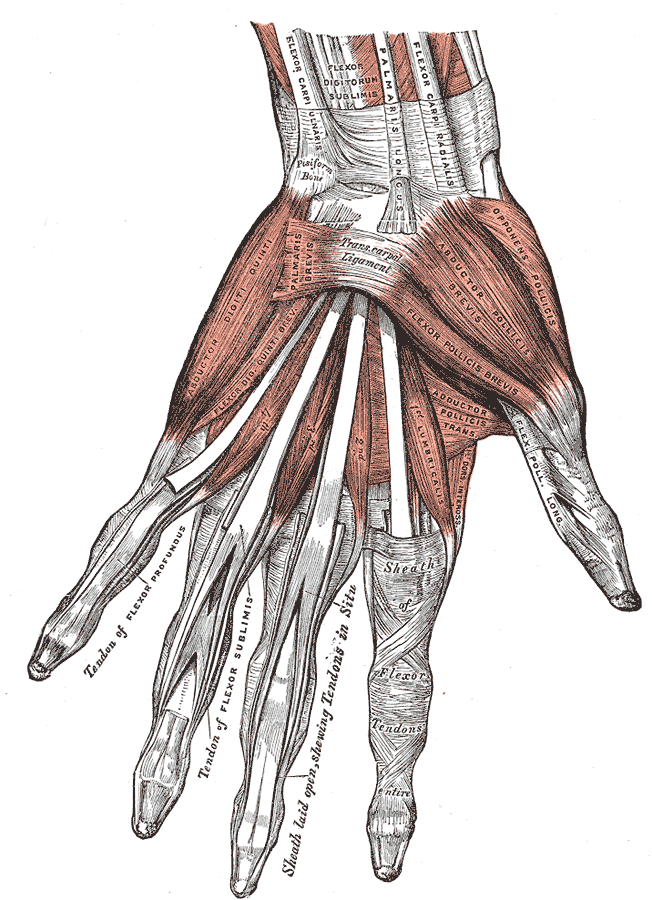
親指についている４つの筋肉が母指球筋

母指球筋（ぼしきゅうきん、英: Thenar muscles)）は、手の親指の付け根のふくらみ（母指球）を構成する4つの筋肉の総称である。4つの筋肉とはすなわち、短母指外転筋、短母指屈筋、母指対立筋、母指内転筋のことである。その神経支配などの違いから母指内転筋を母指球筋に含めないことがあるが、ここでは4つまとめて記載する。

## 概要
母指（おやゆび）は他の指と比べて関節と骨がひとつ少ないが、運動性が高くさまざまな方向に動くので精妙な動きができる。母指の運動は屈曲と伸展、内転と外転、対立の3種類に分けることができるが、これらの動きをつかさどっているのが母指球筋である（ただし母指球筋以外で母指の運動に携わっている筋肉もある）。これらの支配神経は以下のとおりである。
| 筋肉         | 神経               |
| ------------ | ------------------ |
| 短母指外転筋 | 正中神経（C8・T1） |
| 短母指屈筋   | 正中神経（C8・T1） |
| 母指対立筋   | 正中神経（C6・C7） |
| 母指内転筋   | 尺骨神経（C8・T1） |

このように母指内転筋を除く3つが正中神経に支配されていることから、手根管症候群のように正中神経の麻痺が起きると母指球は萎縮し猿手となる。